# Record d'Europe du lancer du poids
Pour un article plus général, voir Records d'Europe d'athlétisme.
Les records d'Europe du lancer du poids sont actuellement détenus par l'Allemand Ulf Timmermann qui établit un lancer à 23,06 m le 22 mai 1988 à La Canée, en Grèce, et par l'ex-Soviétique Natalya Lisovskaya, créditée de 22,63 m le 7 juin 1987 à Moscou, en URSS. Cette performance constitue l'actuel record du monde.
Le premier record d'Europe masculin du lancer du poids homologué par l'Association européenne d'athlétisme est établi par l'Allemand Emil Hirschfeld en 1928 avec la marque de 15,79 m. La Française Violette Morris est la première détentrice du record d'Europe féminin avec 10,15 m, atteints en 1924.

## Progression

### Hommes
| Marque  | Athlète                  | Date       | Lieu        |
| ------- | ------------------------ | ---------- | ----------- |
| 15,79 m | Emil Hirschfeld          | 06/05/1928 | Breslau     |
| 16,04 m | Emil Hirschfeld          | 26/08/1928 | Bochum      |
| 16,20 m | František Douda          | 24/09/1932 | Prague      |
| 16,54 m | Hans Woellke             | 17/06/1936 | Wünsdorf    |
| 16,60 m | Hans Woellke             | 20/08/1936 | Francfort   |
| 16,93 m | Heino Lipp               | 06/08/1950 | Moscou      |
| 17,12 m | Jiří Skobla              | 11/10/1952 | Prague      |
| 17,31 m | Jiří Skobla              | 13/06/1953 | Prague      |
| 17,54 m | Jiří Skobla              | 22/09/1953 | Aue         |
| 17,63 m | Jiří Skobla              | 19/08/1956 | Budapest    |
| 17,76 m | Jiří Skobla              | 25/08/1956 | Ostrava     |
| 18,19 m | Silvano Meconi           | 24/05/1959 | Pescara     |
| 18,48 m | Silvano Meconi           | 24/06/1959 | Pescara     |
| 18,48 m | Arthur Rowe              | 14/08/1959 | Londres     |
| 18,67 m | Vilmos Varjú             | 29/07/1960 | Budapest    |
| 18,92 m | Arthur Rowe              | 01/08/1960 | Mansfield   |
| 19,11 m | Arthur Rowe              | 16/10/1960 | Berlin      |
| 19,19 m | Arthur Rowe              | 05/08/1961 | Londres     |
| 19,43 m | Arthur Rowe              | 05/08/1961 | Londres     |
| 19,56 m | Arthur Rowe              | 07/08/1961 | Mansfield   |
| 19,62 m | Vilmos Varjú             | 04/06/1966 | Budapest    |
| 19,64 m | Eduard Gushchin          | 14/07/1967 | Katowice    |
| 20,08 m | Dieter Hoffmann          | 03/07/1968 | Potsdam     |
| 20,10 m | Dieter Hoffmann          | 20/07/1968 | Prague      |
| 20,18 m | Heinfried Birlenbach     | 20/07/1968 | Brescia     |
| 20,28 m | Eduard Gushchin          | 04/10/1968 | Mexico      |
| 20,49 m | Heinz-Joachim Rothenburg | 14/05/1969 | Berlin      |
| 20,64 m | Hans-Peter Gies          | 28/06/1969 | Budapest    |
| 20,69 m | Hartmut Briesenick       | 06/06/1971 | Berlin      |
| 21,00 m | Hartmut Briesenick       | 12/06/1971 | Turin       |
| 21,08 m | Hartmut Briesenick       | 13/08/1971 | Helsinki    |
| 21,12 m | Heinz-Joachim Rothenburg | 28/08/1971 | Moscou      |
| 21,32 m | Heinz-Joachim Rothenburg | 06/06/1972 | Potsdam     |
| 21,54 m | Hartmut Briesenick       | 25/08/1972 | Potsdam     |
| 21,67 m | Hartmut Briesenick       | 01/09/1973 | Potsdam     |
| 21,70 m | Aleksandr Baryshnikov    | 25/08/1974 | Moscou      |
| 22,00 m | Aleksandr Baryshnikov    | 10/07/1976 | Paris       |
| 22,15 m | Udo Beyer                | 06/07/1978 | Göteborg    |
| 22,22 m | Udo Beyer                | 25/06/1983 | Los Angeles |
| 22,62 m | Ulf Timmermann           | 22/09/1985 | Berlin      |
| 22,64 m | Udo Beyer                | 20/08/1986 | Berlin      |
| 22,72 m | Alessandro Andrei        | 12/08/1987 | Viareggio   |
| 22,84 m | Alessandro Andrei        | 12/08/1987 | Viareggio   |
| 22,91 m | Alessandro Andrei        | 12/08/1987 | Viareggio   |
| 23,06 m | Ulf Timmermann           | 22/05/1988 | La Canée    |

### Femmes
| Marque  | Athlète            | Date       | Lieu                  |
| ------- | ------------------ | ---------- | --------------------- |
| 10,15 m | Violette Morris    | 14/07/1924 | Paris                 |
| 10,84 m | Ruth Lange         | 28/05/1927 | Prague                |
| 11,32 m | Ruth Lange         | 06/08/1927 | Breslau               |
| 11,52 m | Ruth Lange         | 03/06/1928 | Berlin                |
| 11,96 m | Grete Heublein     | 15/07/1928 | Berlin                |
| 12,85 m | Grete Heublein     | 21/07/1929 | Francfort-sur-le-Main |
| 12,88 m | Grete Heublein     | 28/06/1931 | Paris                 |
| 13,70 m | Grete Heublein     | 16/08/1931 | Bielefeld             |
| 14,38 m | Gisela Mauermayer  | 15/07/1934 | Varsovie              |
| 14,59 m | Tatyana Sevryukova | 04/08/1948 | Moscou                |
| 14,86 m | Klavdia Tochonova  | 30/10/1949 | Tbilissi              |
| 15,02 m | Anna Andreeva      | 09/11/1950 | Ploiești              |
| 15,28 m | Galina Zybina      | 26/07/1952 | Helsinki              |
| 15,37 m | Galina Zybina      | 20/09/1952 | Frounzé               |
| 15,42 m | Galina Zybina      | 01/10/1952 | Frounzé               |
| 16,20 m | Galina Zybina      | 09/10/1953 | Malmö                 |
| 16,28 m | Galina Zybina      | 14/09/1954 | Kiev                  |
| 16,28 m | Galina Zybina      | 05/09/1955 | Leningrad             |
| 16,67 m | Galina Zybina      | 15/11/1955 | Tbilisi               |
| 16,76 m | Galina Zybina      | 13/10/1956 | Tachkent              |
| 17,25 m | Tamara Press       | 26/04/1959 | Naltchik              |
| 17,42 m | Tamara Press       | 16/07/1960 | Moscou                |
| 17,78 m | Tamara Press       | 13/08/1960 | Moscou                |
| 18,55 m | Tamara Press       | 10/06/1962 | Leipzig               |
| 18,55 m | Tamara Press       | 12/09/1962 | Belgrade              |
| 18,59 m | Tamara Press       | 19/09/1965 | Cassel                |
| 18,67 m | Nadezhda Chizhova  | 28/04/1968 | Sotchi                |
| 18,87 m | Margitta Gummel    | 22/09/1968 | Francfort-sur-l'Oder  |
| 19,07 m | Margitta Gummel    | 20/10/1968 | Mexico                |
| 19,61 m | Margitta Gummel    | 20/10/1968 | Mexico                |
| 19,72 m | Nadezhda Chizhova  | 30/05/1969 | Moscou                |
| 20,09 m | Nadezhda Chizhova  | 13/07/1969 | Chorzów               |
| 20,10 m | Margitta Gummel    | 11/09/1969 | Berlin                |
| 20,10 m | Nadezhda Chizhova  | 16/09/1969 | Athènes               |
| 20,43 m | Nadezhda Chizhova  | 16/09/1969 | Athènes               |
| 20,43 m | Nadezhda Chizhova  | 29/08/1971 | Moscou                |
| 20,63 m | Nadezhda Chizhova  | 19/05/1972 | Sotchi                |
| 21,03 m | Nadezhda Chizhova  | 07/09/1972 | Munich                |
| 21,20 m | Nadezhda Chizhova  | 28/08/1973 | Lvov                  |
| 21,60 m | Marianne Adam      | 06/08/1975 | Berlin                |
| 21,67 m | Marianne Adam      | 30/05/1976 | Karl-Marx-Stadt       |
| 21,87 m | Ivanka Khristova   | 03/07/1976 | Belmeken              |
| 21,89 m | Ivanka Khristova   | 04/07/1976 | Belmeken              |
| 21,99 m | Helena Fibingerová | 26/09/1976 | Opava                 |
| 22,32 m | Helena Fibingerová | 20/08/1977 | Nitra                 |
| 22,36 m | Ilona Slupianek    | 02/05/1980 | Celje                 |
| 22,45 m | Ilona Slupianek    | 11/05/1980 | Potsdam               |
| 22,53 m | Natalya Lisovskaya | 27/05/1984 | Sotchi                |
| 22,60 m | Natalya Lisovskaya | 07/06/1987 | Moscou                |
| 22,63 m | Natalya Lisovskaya | 07/06/1987 | Moscou                |